# Biển gọi
Biển gọi là bộ phim điện ảnh đề tài chiến tranh của Việt Nam sản xuất năm 1967 do Nguyễn Tiến Lợi và Nguyễn Ngọc Trung đạo diễn, kịch bản được viết bởi Hoàng Tích Chỉ. Với các diễn viên chính Huy Công, Ngọc Lan, Phi Nga và Trần Phương.

## Nội dung
Bộ phim lấy bối cảnh một làng chài, nơi thường xuyên bị máy bay Mĩ tấn công. Trong một chuyến ra khơi, đoàn thuyền của Làng bị tấn công, thuyền trưởng Tơm cùng các ngư dân dồn hỏa lực khiến một chiếc máy bay Mĩ bị hạ. Nhưng Tơm cũng hy sinh trong cuộc tấn công này. Với tinh thần chống giặc dâng cao, cả làng sau đó có những cuộc trao đổi về việc phân công người tiếp viện ra đảo.

## Phân vai
- Trần Phương vai Thuyền trưởng Tơm
- Phi Nga vai Vợ Tơm
- Huy Công vai Bí thư Tiềm
- Ngọc Lan vai Vợ Tiềm
- Sĩ Cừ vai Bác Tâm
- Ba Dzu vai Ông cụ Mẹo
- Tuyết Trinh vai Bà cụ Mẹo
- Nguyễn Hồng Dương vai Con trai Tơm
- Phạm Thị Nhi vai Mẹ Tơm
- Tố Uyên vai Sao (con gái cụ Mẹo)
- Đào Thị Tuyết vai Con gái Tơm
- Trần Trung Đức vai Con trai nhỏ của Tơm

## Sản xuất

### Kỹ thuật
- Thiết kế mỹ thuật : Phạm Quang Vĩnh
- Dựng cảnh : Nguyễn Khánh Nội
- Âm thanh : Hoàng Việt
- Hóa trang : Nguyễn Quý Phúc, Trần Kim Phượng
- Ánh sáng : Trần Minh Tiến

### Kịch bản
Kịch bản bộ phim được Hoàng Tích Chỉ sáng tác trong một tuần tại một làng chài ở xã Nhân Trạch, huyện Bố Trạch, tỉnh Quảng Bình. Tại đây, đoàn làm phim chứng kiến cảnh một làng phải đội khăn sau cuộc không kích của quân đội Mĩ. Đạo diễn Nguyễn Tiến Lợi đã gợi ý Hoàng Tích Chỉ xây dựng kịch bản.

### Sản xuất
Bộ phim được quay năm 1967 tại Trà Cổ. Trong phim có cảnh một cậu bé ra mộ của lính Mĩ ở ven biển đã phải quay lại 7 lần, mất khoảng một tháng để quay lại, in tráng và trình Ban Giám đốc hãng phim.

## Giải thưởng
- Bông sen Bạc cho bộ phim tại Liên hoan phim Việt Nam lần thứ nhất (1970).[1]